# Little Skerry, Shetlandsöarna
Little Skerry är ett skär i Storbritannien.   Det ligger i kommunen Shetlandsöarna och riksdelen Skottland.
Närmaste större samhälle är Symbister, 13 km sydväst om Little Skerry.